# Татарский, Валерьян Ильич
Валерья́н Ильи́ч Тата́рский (13 октября 1929, Харьков — 19 апреля 2020, США) — советский и американский физик, член-корреспондент АН СССР (с 1976), член-корреспондент РАН (с 1991), заведующий лабораторией в Институте физики атмосферы РАН.

## Биография
В 1952 году окончил физический факультет МГУ.
В 1976 году стал членом-корреспондентом АН СССР. С 1991 года — член-корреспондент РАН и заведующий лабораторией в Институте физики атмосферы РАН, член редколлегии журнала «Успехи физических наук».
В 1991 году эмигрировал в США. С 1991 по 2001 год работал в Университете Колорадо/CIRES и NOAA/ERL, с 2001 по 2006 год в Zel Technologies, LLC и NOAA/ETL, с 2006 года по настоящее время Radio-Hydro-Physics, LLC. Международно признанный лидер в теории распространения волн в случайно неоднородных средах. 
Лауреат премии Макса Борна Американского оптического общества в 1994 году. В 2011 году Татарский был назван Профессионалом года.
Член Оптического общества Америки.

## Избранные публикации
Опубликовал труды по темам: адаптивной оптики, теории турбулентности, теории вигнеровских распределений в квантовой механике, квантовой статистике фотоотсчетов, математической и статистической физике. Некоторые из них:
Книги
- «Распространение волн в турбулентной среде» (1959, 1967 на русском, 1961 и 1967 годах на английском языке)
- «Влияние турбулентной атмосфере на распространения волн» (1965, на русском, 1971 пересмотренное издание на английском языке)
- «Принципы статистической радиофизики» (1978, на русском языке, 1989 на английском языке). В соавторстве с С. М. Рытов и Ю. А. Кравцов.
- Статистические явления при дифракции волн. — М., 1975 (в соавт. с Ю. А. Кравцовым)

Статьи
- Statistical averages in dynamical systems. V. I. Klyatskin, V. I. Tatarskii. Teoret. Mat. Fiz., 17:2 (1973), 273—282
- Yet another formula defining laguerre polynomials. V. I. Pogorelov, V. I. Tatarskii. Mat. Zametki, 6:3 (1969), 287—288
- The probability distribution of the area bounded by a Gaussian random contour. V. I. Klyatskin, V. I. Tatarskii. Teor. Veroyatnost. i Primenen., 14:2 (1969), 357—363.
- The primitive functional and its application to the integration of some equations with functional derivatives. V. I. Tatarskii. Uspekhi Mat. Nauk, 16:4(100) (1961), 179—186
- Fresnel approximation for wave scattering in a random medium. Tatarskii, V.I. Geoscience and Remote Sensing Symposium, 2002. IGARSS '02. 2002 IEEE. International. Year: 2002, Volume: 2
- Fresnel approximation for wave scattering in a random medium. Tatarskii, V.I. Antennas and Propagation Society International Symposium, 2002. IEEE. Year: 2002, Volume: 4
- Comparison of scattering from Gaussian and non-Gaussian rough surfaces having the same spectrum. Tatarskii, V.I.; Tatarskii, V.V. Geoscience and Remote Sensing Symposium Proceedings, 1998. IGARSS '98. 1998 IEEE International. Year: 1998, Volume: 3
- Phase factors representation for EM scattering from a rough surface perfect conductor. Tatarskii, V.I. Geoscience and Remote Sensing Symposium, 2000. Proceedings. IGARSS 2000. IEEE 2000 International. Year: 2000, Volume: 7
- Theory of single scattering by random distributed scatterers. Tatarskii, V.I. Antennas and Propagation, IEEE Transactions on. Year: 2003, Volume: 51, Issue: 10
- The difference between Doppler and real radial velocity in the single volume scattering. Tatarskii, V.I.; Muschinski, A. Geoscience and Remote Sensing Symposium, 2000. Proceedings. IGARSS 2000. IEEE 2000 International.Year: 2000, Volume: 6
- GPS sounding of ocean surface waves: theoretical assessment. Clifford, S.; Tatarskii, V.I.; Voronovich, A.G.; Zavorotny, V.U. Geoscience and Remote Sensing Symposium Proceedings, 1998. IGARSS '98. 1998 IEEE International. Year: 1998, Volume: 4
- Direct Monte Carlo simulation of the ocean surface. Tatarskii, V.V. Geoscience and Remote Sensing Symposium Proceedings, 1998. IGARSS '98. 1998 IEEE International. Year: 1998, Volume: 4
- Scattering cross section from a rough surface for small grazing angles. Fuks, I.M.; Tatarskii, V.I. Geoscience and Remote Sensing Symposium Proceedings, 1998. IGARSS '98. 1998 IEEE International. Year: 1998, Volume: 4
- On the universal behavior of scattering from a rough surface for small grazing angles. Tatarskii, V.I.; Charnotskii, M.I. Antennas and Propagation, IEEE Transactions on. Year: 1998, Volume: 46, Issue: 1
- On the theory of Δk radar observations of ocean surface waves. Tatarskii, V.I.; Clifford, S. Antennas and Propagation, IEEE Transactions on. Year: 1995, Volume: 43, Issue: 8